# Politické strany v Kosovu
K 3. červnu 2025 bylo v Kosovské republice registrováno 53 politických stran.

## Seznam
| Zkratka | Oficiální název                            | Český překlad                                 | Datum registrace  | Sídlo             | Předseda/Předsedkyně   | Národnostní menšina |
| ------- | ------------------------------------------ | --------------------------------------------- | ----------------- | ----------------- | ---------------------- | ------------------- |
| LDK     | LIDHJA DEMOKRATIKE E KOSOVËS               | Demokratická liga Kosova                      | 21. srpna 2000    | Priština          | Lumir Abdixhiku        |                     |
| PDK     | PARTIA DEMOKRATIKE E KOSOVËS               | Demokratická strana Kosova                    | 21. srpna 2000    | Priština          | Memli Krasniqi         |                     |
| PD      | PARTIA E DREJTËSISË                        | Strana spravedlnosti                          | 21. srpna 2000    | Vučitrn           | Ferid Agani            |                     |
| KDTP    | KOSOVA DEMOKRATİK TÜRK PARTİSİ             | Demokratická turecká strana Kosova            | 21. srpna 2000    | Prizren           | Fikrim Damka           | Turci               |
| PSD     | PARTIA SOCIALDEMOKRATE                     | Sociálnědemokratická strana                   | 21. srpna 2000    | Priština          | Dardan Molliqaj        |                     |
| PSHDK   | PARTIA SHQIPTARE DEMOKRISTIANE E KOSOVËS   | Albánská křesťanskodemokratická strana Kosova | 21. srpna 2000    | Priština          | Zef Morina             |                     |
| SDA     | STRANKA DEMOKRATSKE AKCIJE                 |                                               | 21. srpna 2000    | Pec               | Numan Balic            | Bosňáci             |
| BKK     | BALLI KOMBËTAR I KOSOVËS                   | Národní fronta Kosova                         | 4. října 2000     | Dečani            | Selmon Berisha         |                     |
| DSB     | DEMOKRATSKA STRANKA BOŠNJAKA               |                                               | 4. července 2001  | Prizren           | Rasim Demiri           | Bosňáci             |
| IRDK    | INICIATIVA E RE DEMOKRATIKE E KOSOVËS      |                                               | 19. července 2001 | Pec               | Elbert Krasniqi        | Egypťané            |
| PREBK   | PARTIA ROME E BASHKUAR E KOSOVËS           |                                               | 19. července 2001 | Prizren           | Albert Kinolli         | Romové              |
| AAK     | ALEANCA PËR ARDHMËRINË E KOSOVËS           | Aliance pro budoucnost Kosova                 | 12. července 2002 | Priština          | Ramush Haradinaj       |                     |
| GIG     | GRAÐANSKA INICIJATIVA GORE                 | Občanská iniciativa Gory                      | 8. srpna 2002     | Dragaš            | Redžep Kamberi         | Gorani              |
| PDAK    | PARTIA DEMOKRATIKE E ASHKANLIVE TË KOSOVËS |                                               | 19. července 2002 | Uroševac          | Qazim Rahmani          | Aškalové            |
| DSV     | DEMOKRATSKA STRANKA VATAN                  |                                               | 12. května 2004   | Dragaš            | Adnan Redžeplar        | Bosňáci             |
| AKR     | ALEANCA KOSOVA E RE                        | Nová kosovská aliance                         | 7. prosince 2007  | Priština          | Behgjet Pacolli        |                     |
| LB      | LËVIZJA PËR BASHKIM                        | Hnutí pro jednotu                             | 7. prosince 2007  | Priština          | Valon Murati           |                     |
| ELGJ    | EKO LËVIZJA E GJELBËR                      | Ekologické zelené hnutí                       | 12. dubna 2007    | Priština          | Arif Krasniqi          |                     |
| NDS     | NOVA DEMOKRATSKA STRANKA                   |                                               | 7. dubna 2009     | Prizren           | Emilija Redzepi        | Bosňáci             |
| PAI     | PARTIA E ASHKALINJËVE PËR INTEGRIM         |                                               | 5. listopadu 2010 | Lipljan           | Etem Arifi             | Aškalové            |
| KNRP    | KOSOVAKI NEVI ROMANI PARTIA                |                                               | 8. dubna 2014     | Prizren           | Jollxhi Shala          | Romové              |
| PLE     | PARTIA LIBERALE EGJIPTIANE                 |                                               | 29. dubna 2014    | Kosovo Polje      | Veton Berisha          | Egypťané            |
| REK     | REPUBLIKANËT E KOSOVËS                     | Republikáni Kosova                            | 12. května 2014   | Đakovica          | Faton Kurti            |                     |
| JGP     | JEDINSTVENA GORANSKA PARTIJA               | Jednotná goranská strana                      | 12. května 2014   | Dragaš            | Adem Hodza             | Gorani              |
| LQV     | LËVIZJA QYTETARE VATRA                     | Občanské hnutí Varta                          | 18. prosince 2014 | Gjilan            | Kushtrim Kadriu        |                     |
| PG      | POKRET ZA GORA                             |                                               | 18. prosince 2014 | Dragaš            | Armend Jamini          | Gorani              |
| PDU     | PARTIA DEMOKRATIKE E UNITETIT              | Strana demokratické jednoty                   | 18. prosince 2014 | Pec               | Kreshnik Husaj         |                     |
|         | FJALA                                      | Slovo                                         | 12. června 2015   | Pec               | Gëzim Kelmendi         |                     |
| OBKD    | ORGANIZATA BALLI KOMBËTAR DEMOKRAT         | Organizace národní jednotné fronty            | 21. prosince 2015 | Podujevo          | Gazmend Islami         |                     |
| NISMA   | NISMA SOCIALDEMOKRATE                      | Sociálnědemokratická iniciativa               | 25. května 2016   | Priština          | Fatmir Limaj           |                     |
|         | SRPSKA LISTA                               | Srbský seznam                                 | 12. května 2017   | Severní Mitrovice | Zlatan Elek            | Srbové              |
| LVV     | LËVIZJA VETËVENDOSJE!                      | Hnutí Sebeurčení!                             | 12. května 2017   | Priština          | Albin Kurti            |                     |
| PKS     | PARTIJA KOSOVSKIH SRBA                     | Strana kosovských Srbů                        | 15. května 2017   | Leposavić         | Andrija Ignjatović     | Srbové              |
|         | ALTERNATIVA                                | Alternativa                                   | 24. července 2017 | Priština          | Mimoza Kusari Lila     |                     |
| LPB     | LËVIZJA PËR BASHKËVEPRIM                   | Hnutí pro spolupráci                          | 18. července 2019 | Uroševac          | Jeton Emini            | Aškalové            |
| PB      | PARTIA BALLISTE                            |                                               | 8. srpna 2019     | Pec               | Drena Podrimçaku       |                     |
| SDU     | SOCIJALDEMOKRATSKA UNIJA                   | Sociálnědemokratická unie                     | 13. ledna 2020    | Prizren           | Duda Balje             | Bosňáci             |
| YTHP    | YENİLIKÇİ TÜRK HAREKET PARTİSİ             |                                               | 29. října 2020    | Prizren           | Ertan Simitçi          | Turci               |
| NAŠA    | NAŠA INICIJATIVA                           | Naše iniciativa                               | 10. prosince 2020 | Reçanë            | Salem Haliti           | Bosňáci             |
| IB      | INICIATIVA BALLI                           |                                               | 26. května 2021   | Priština          | Avni Maloku            |                     |
| BS-K    | BOŠNJAČKA STRANKA KOSOVA                   | Bosňácká strana Kosova                        | 26. května 2021   | Pec               | Mirzet Džogović        | Bosňáci             |
| KATP    | KOSOVA ADALET TÜRK PARTİSİ                 |                                               | 26. května 2021   | Mamushë           | Hızır Morina           | Turci               |
| PDD     | PARTIA DEMOKRATIKE E DIASPORËS             |                                               | 17. června 2021   | Obilić            | U.D Basri Merovci      |                     |
| GUXO    | GUXO                                       |                                               | 9. března 2022    | Priština          | Faton Peci             |                     |
| BNA     | BASHKIMI PËR NDRYSHIM ANAMORAVA            |                                               | 9. března 2022    | Gjilan            | Isa Agushi             |                     |
| SD      | SRPSKA DEMOKRATIJA                         |                                               | 6. prosince 2023  | Severní Mitrovice | Aleksandar Arsenijevic | Srbové              |
| SNP     | SRPSKI NARODNI POKRET                      |                                               | 1. března 2024    | Gračanica         | Milija Biševac         | Srbové              |
| PBKDSH  | PARTIA BALLI KOMBËTAR DEMOKRAT SHQIPTAR    |                                               | 22. března 2024   | Đakovica          | Nikoll Perkaj          |                     |
| SPO     | ZA SLOBODU PRAVDU I OPSTANAK               |                                               | 16. května 2024   | Gračanica         | Nenad Rašić            | Srbové              |
| RI      | ROMANI INICIYATIVA                         | Romská iniciativa                             | 23. května 2024   | Gračanica         | Gazmen Salijević       | Romové              |
| LPRK    | LËVIZJA PËRPARIMTARE E ROMËVE TË KOSOVËS   | Progresivní romské hnutí Kosova               | 10. července 2024 | Prizren           | Erxhan Galushi         | Romové              |
| BD      | BASHKIMI DEMOKRATIK                        | Demokratická unie                             | 8. listopadu 2024 | Drenas            | Ajvaz Berisha          |                     |
| KS      | KOSOVSKI SAVEZ                             |                                               | 16. května 2025   | Gračanica         | Goran Marinković       | Srbové              |